# Орден святого благовірного великого князя Димитрія Донського
Орден святого благовірного великого князя Димитрія Донського — нагорода Російської православної церкви.
Орден засновано визначенням Патріарха Алексія II і синоду церкви від 1 жовтня 2004 року.

## Опис

### Підстави для нагородження
Орденом нагороджуються священнослужителі, воєначальники, ветерани Другої світової війни, інші особи, що проявили мужність при захисті батьківщини, які зробили внесок у розвиток взаємодії між РПЦ й армією, надають духовно-моральну підтримку військовослужбовцям, у виняткових випадках — організації.  Наприклад, Уралвагонзавод.

### Ступені
Орден має три ступені. Нагородженим вручається знак ордена та грамота.

### Правила носіння
Медаль носиться на лівій стороні грудей і за наявності інших орденів РПЦ розташовується слідом за орденом святителя Макарія, митрополита Московського і всієї Русі.

## Опис замовлення

### I ступінь
Знак ордена I ступеня виготовляється з латуні з позолотою, являє собою рівнокінцевий хрест з розширення округлими кінцями. Гілки хреста покриті білою емаллю. По краям хреста — широкий опуклий рант прикрашений стразами. У центрі хреста — круглий блакитний медальйон з образом святого благовірного князя Димитрія Донського у княжому вбранні. По боках від фігури, церковно-слов'янським шрифтом — ім'я святого. Ікона виконана в техніці фініфті. Навколо медальйона — рельєфний позолочений лавровий вінок, в нижній частині перевитий стрічкою.

### II ступінь
Знак ордена II ступеня аналогічний ордена I ступеня, але без стразів.

### III ступінь
Знак ордена III ступеня аналогічний II ступеня, але тільки покритий сріблом і навколо медальйона немає лаврового вінка. Найвідоміші кавалери: Єльцин, Юрій Лужков Михайло Калашников.